# Duhok (gouvernement)
Duhok is een gouvernement (provincie) in Irak.
Duhok telt 402.970 inwoners op een oppervlakte van 6553 km².

## Overzicht

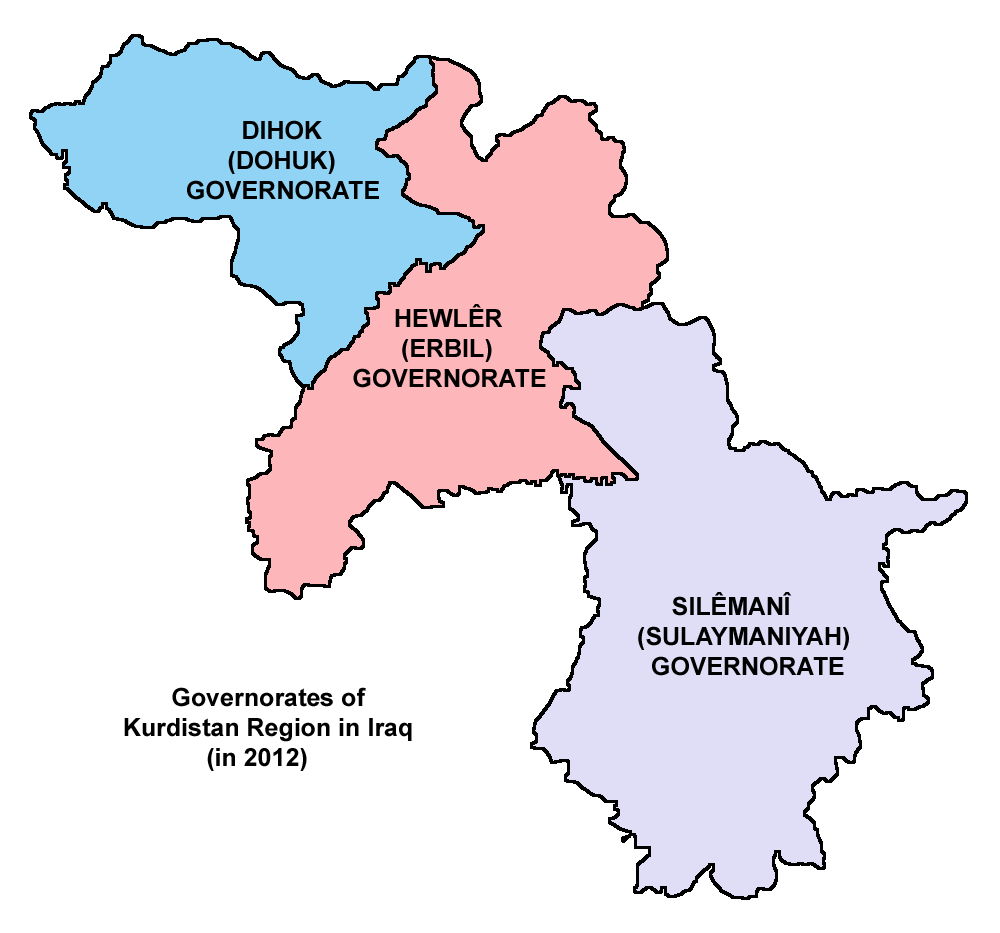
Gouvernementen van Koerdistan
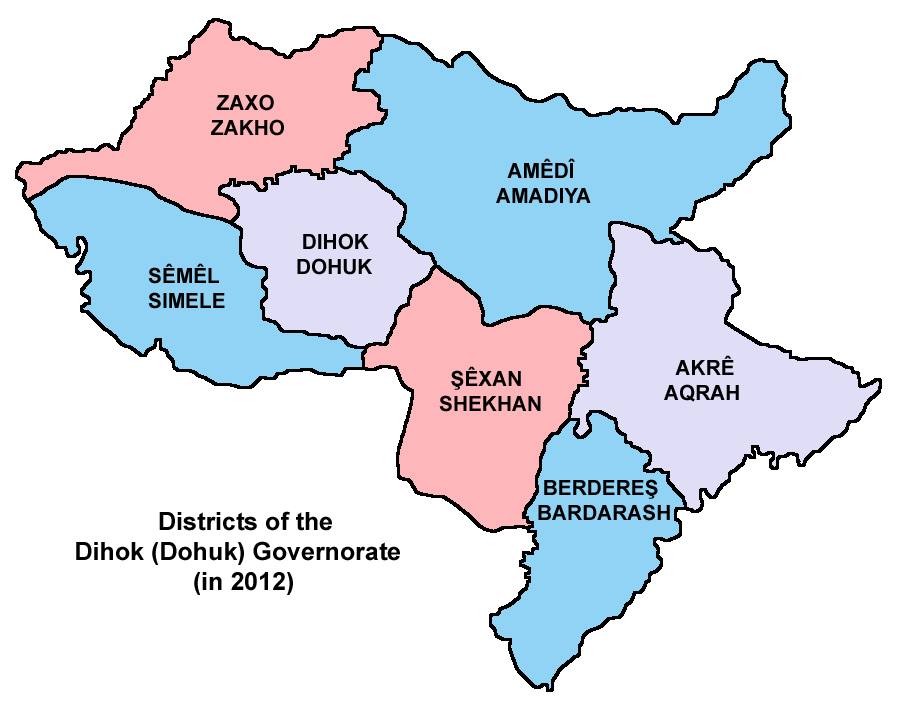
Indeling van het gouvernement van Duhok